# Bahrlutia
Bahrlutia is een geslacht van vlinders van de familie koolmotten (Plutellidae).

## Soorten
- B. ghorella Amsel, 1935
- B. schaeuffelei Amsel, 1959